# Sarcophaga picibasicosta
Sarcophaga picibasicosta är en tvåvingeart som beskrevs av Thomas Pape 1996. Sarcophaga picibasicosta ingår i släktet Sarcophaga och familjen köttflugor.
Artens utbredningsområde är Sichuan (Kina). Inga underarter finns listade i Catalogue of Life.